# Яо Хуа
Яо Хуа (кит.: 姚華; 26 квітня 1876 — 8 травня 1930) — китайський художник, теоретик драми, каліграф, поет, вчений, політичний діяч і педагог часів занепаду династії Цін й початку Китайської республіки. Псевдоним — Ман Фу.

## Життєпис
Син вченого Яо Яньші. Народився 1876 року в окрузі Гуйчжу (нині місто Гуйян). При народженні отримав ім'я Чун Гуан. З 5 років батько почав займатися його навчанням. З 10 років почав вивчати «Шовень цзєцзи» з коментарями Дуань Юкая. Згодом навчався живопису. З 1894 року працював на відомого просвітника Янь Сюя, ілюструючи книжки. 1895 року одружився з Ло Ши. 1897 року здав провінцій іспит, отримавши вчене звання цзюйжень.
1902 року запрошено викладачем до Академії Сін'ї Бішан. 1904 року, склавши імператорський іспит, отримав вчене звання цзіньши. За цим стає управляючим справами департаменту з гірських і водних багатств Міністерства суспільних робіт. 1905 року його рекомендовано до навчання в Японії, де він вивчав банківську справу в Університеті Хосей. 1907 року повертається до Китаю, де працював начальником відділення та керуючим справами судноплавства в управлінні поштовими операціями Міністерства пошти та комунікацій.
Після Синьхайської революції 1911 року був обраний членом тимчасової консультаційної ради Гуйчжоу. 1912 року стає членом Тимчасового сенату Пекіна. Брав участь в реформі освіти. З 1914 до 1917 року викладав китайську мову у Пекінському вищому педагогічному училищі та був директором Пекінської жіночої шкільної школи. Того ж року після оголошення Юань Шикая імператором випустив на нього їдку сатиру. 1916 року після смерті революціонера Цань Е брав участь у створенні його бібліотеки, відомої як «Бібліотека Сунпо».
У 1919 році його запросили викладати у Пекінському художньому коледжі, де він працював разом із Чень Шицзенєм і Чень Баньдіном. У перші роки Китайської Республіки він був дуже активною фігурою в пекінських малярських колах, допомагав «Товариству досліджень китайського традиційного живопису».
У 1922 році долучився до Товариства Лоюань Яцзі. 1924 року очолив створену Академію мистецтв Цзінхуа (закрита 1952 року). Після 1925 року під час боротьби мілітаристських клік оселився в Храмі Лотоса на півдні Пекіна. Заробляв продаючи картини, каліграфію та вірші на замовлення. 1926 року зазнав крововиливу у мозок, внаслідок чого було паралізовано ліву руку. 1930 року помер внаслідок другого крововиливу у мозок.

## Творчість
Яо Хуа добре розумівся на поезії, вивчав давні музичні інструменти, проводив дослідження фонології, проте найбільших успіхів досяг у каліграфії та живопису. Відмінною особливістю його каліграфії були сильні та потужні лінії, розгонистий та вільний почерк, що розвивав традиції каліграфії Ян Ніна періоду п'яти династій.
У живопису віддавав перевагу пейзажу. У його роботах відчувається великий вплив пейзажного живопису доби Північна Сун. Найбільше художник любив зображати осінню та зимову природу, його манера малювання повністю відображає його каліграфічний стиль. Відомими роботами є «Футан», «Цяньюй», «Колекція генучуньсі»
Був автором так званих «шкільних пісень», хорових композицій.